# Jelec (broń)

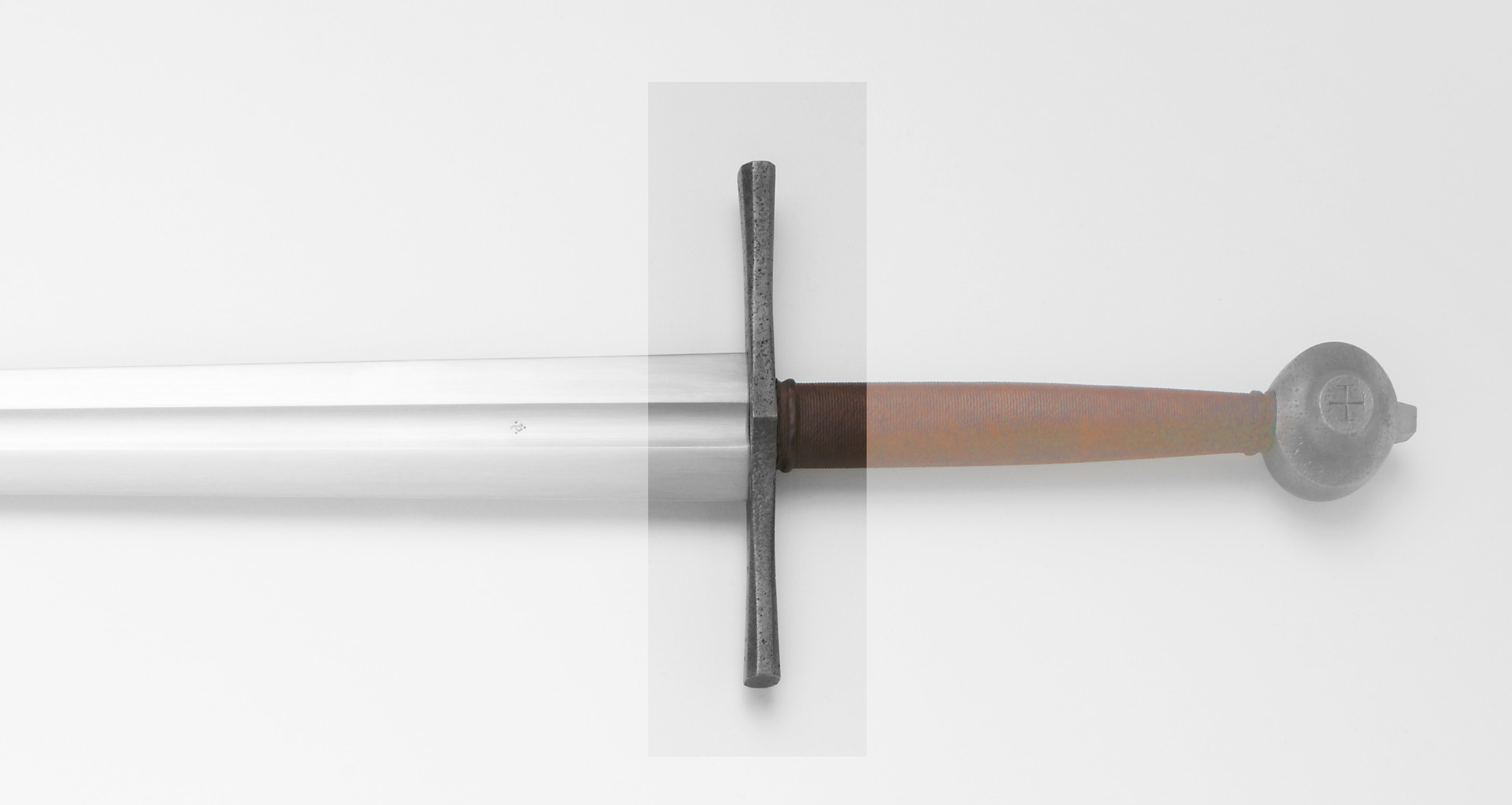
Jelec miecza, w postaci krzyża

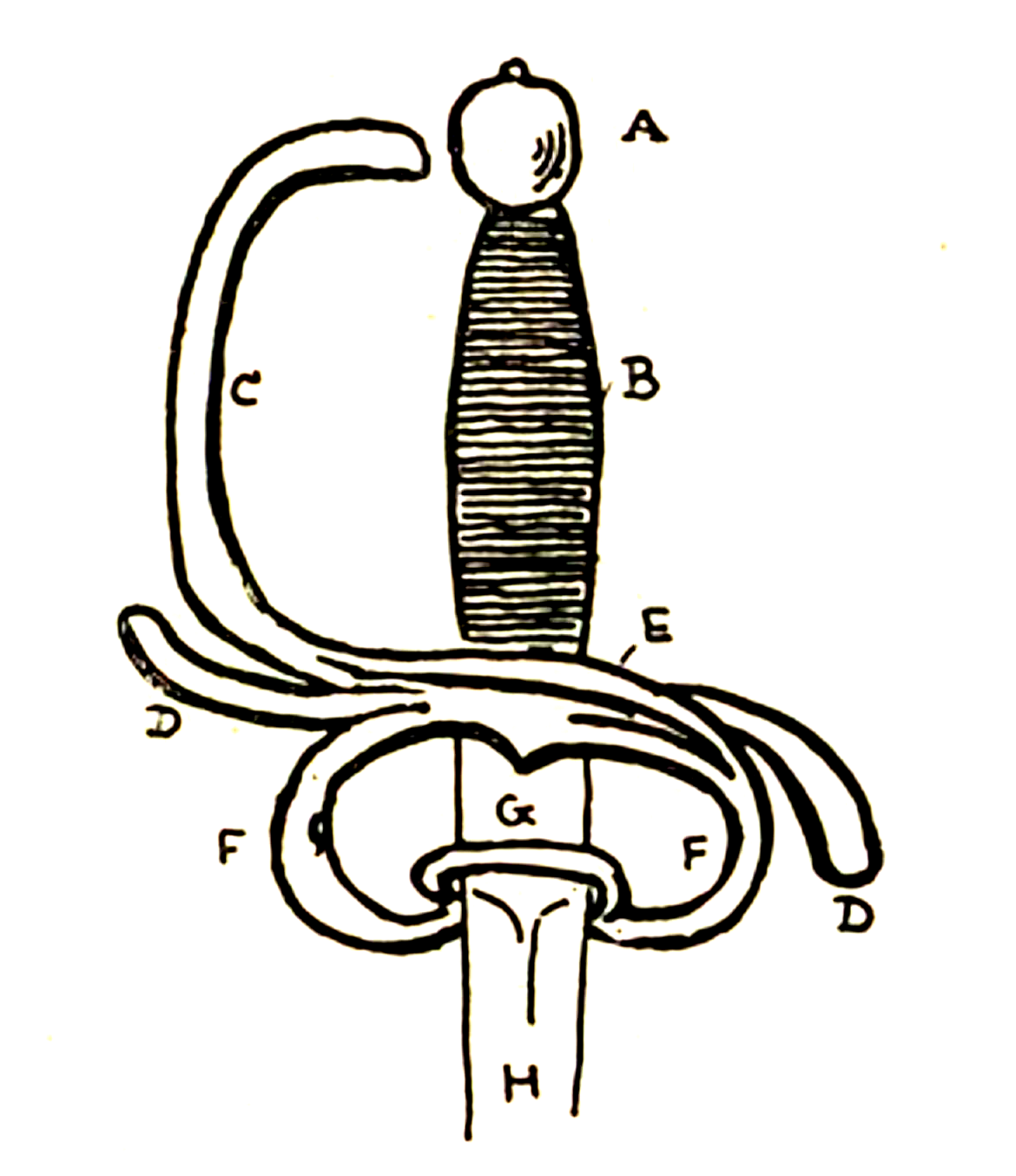
Schemat prostej rękojeści rapiera. Części jelca: C – kabłąk, D – krzyż, E – obłęk poziomy, F – obłęki pionowe, tu tworzące tzw. „oślą podkówkę” i połączone poniżej ricassa dodatkowym obłękiem poziomym. Pozostałe elementy: A – głowica, B – rękojeść, G – ricasso, H – głownia

Jelec, garda (z fr. garde – ochrona) – element broni białej, część rękojeści, służąca do ochrony dłoni. Funkcją jelca jest ochrona dłoni przed ciosami przeciwnika podczas walki, jednocześnie zabezpiecza on dłoń przed ześlizgnięciem się z rękojeści na głownię.
Najprostszą formą jelca jest krzyż, czyli poprzeczka między rękojeścią a głownią. Rozbudowane formy jelca chronią dłoń dodatkowymi prętami (kabłąkami i obłękami) oraz tarczkami. Bardzo zabudowane jelce przyjmują postać kosza, okrywającego całą dłoń. Rozbudowany jelec nazywa się furdymentem.

## Części jelca
Podstawowe części jelca to krzyż, kabłąki, obłęki i tarczki.

### Krzyż
Pozioma poprzeczka (pręt lub listwa), często stanowiąca samodzielny jelec. Ramiona mogą być proste lub wygięte, tak w płaszczyźnie poziomej, jak i pionowej. Często wyginano ramiona w dół, w kierunku głowni, lub w poziomy „S” (fakt wygięcia ramion nie zmieniał nazwy elementu). Końcówki ramion mogły mieć różne formy, np. wachlarzowate lub zakończone w kulkę.
Jelec w postaci krzyża jest typowy dla średniowiecznych mieczy europejskich i szabel wschodnich. Dla wzmocnienia, w miejscu połączenia z głownią stosowaną wąsy – poprzeczne do krzyża listewki zachodzące na pochwę z dołu, a na trzon rękojeści z góry.

Krzyż jako samodzielny jelec, ramiona proste
Karabela z prostym jelcem krzyżowym, wzmocnionym bogato zdobionymi wąsami
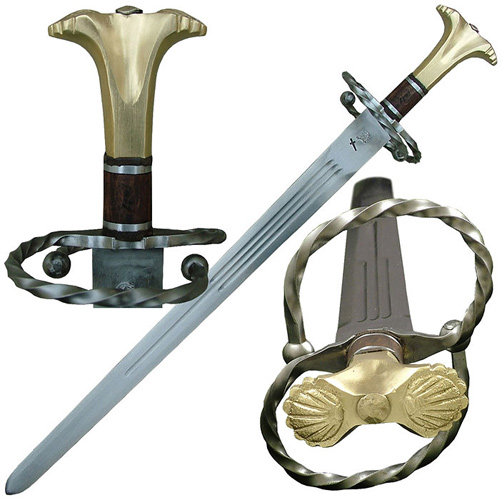
Katzbalger z krzyżem wygiętym w poziome „S”
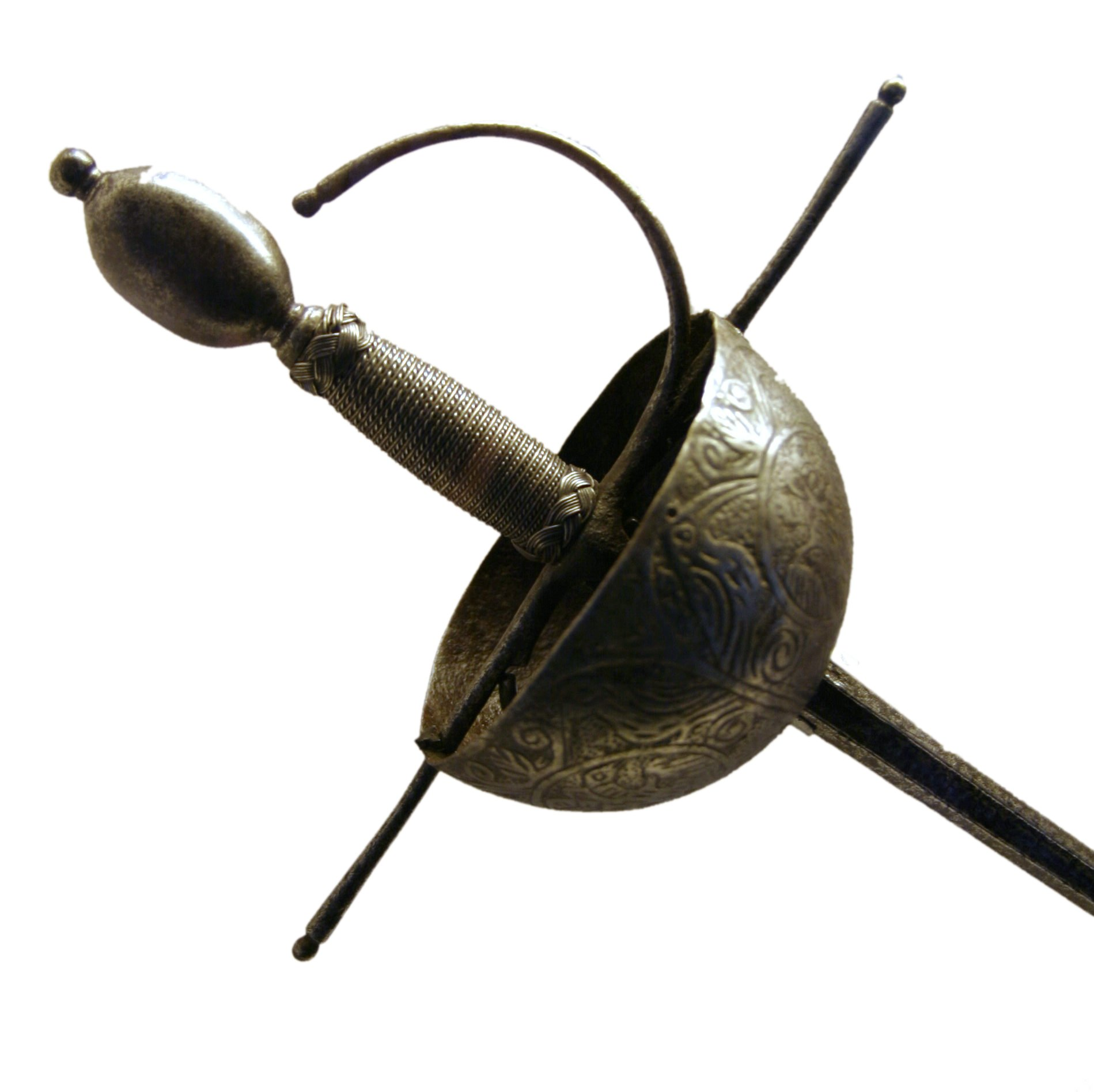
Krzyż jako część jelca dzwonowego

## Rodzaje
Wyróżnia się następujące rodzaje jelca:
- mieczowy – otwarty, prostopadły do głowni tworzący z nią formę krzyża, o ramionach prostych lub wygiętych ku dołowi (w mieczach dwuręcznych czasem wzbogacony o dodatkowy „jelec” – wąsy);
- rapierowy – występujący w wielu zróżnicowanych formach, najczęściej z obłękami lub dzwonem;
- szablowy:
  - otwarty (bezkabłąkowy), w którym dłoń trzymająca broń jest chroniona tylko przed cięciami ześlizgującymi się po głowni;
  - zamknięty (kabłąkowy), w którym dłoń jest chroniona również przed cięciami wymierzonymi w uchwyt;
- szpadowy, w którym dłoń chroniona jest przed pchnięciami za pomocą tarczek.

Niekiedy jako jelec klasyfikowana jest również japońska tsuba.